# Joris Ivensplein (Nijmegen)

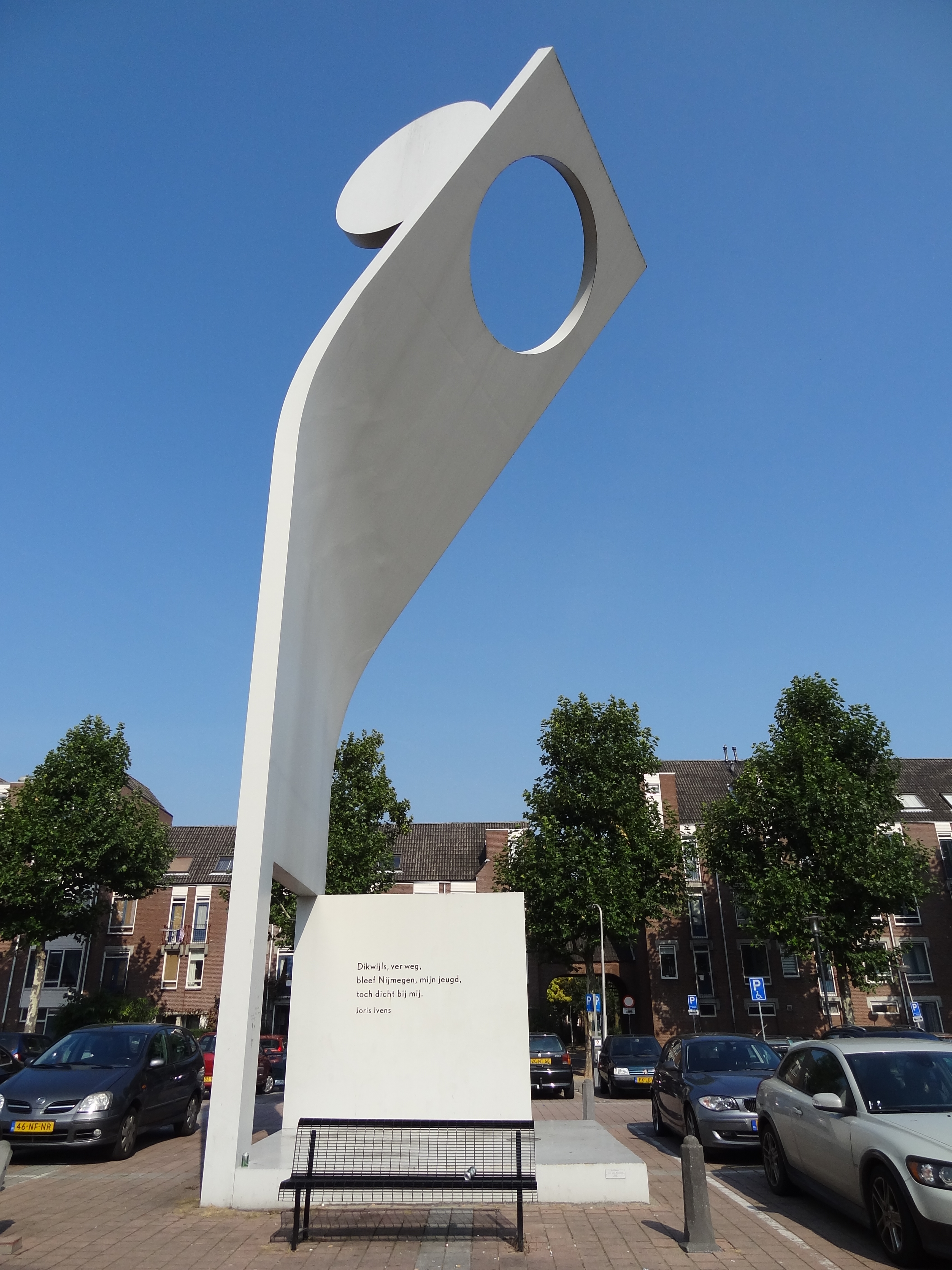
Joris Ivensmonument

Het Joris Ivensplein is een plein in de Benedenstad van de Nederlandse stad Nijmegen. Het plein is vernoemd naar cineast Joris Ivens.

## Geschiedenis
Toen in de jaren 1880 de stadwallen in Nijmegen werden afgebroken, ontstond beneden aan de Hezelstraat en direct ten noorden van het in die periode aangelegde Kronenburgerpark in het gebied waar de Hezelpoort gestaan had en de St. Jacobsgracht gedempt was tot de oude haven, een marktterrein. Dit werd in 1881 de Nieuwe Markt genoemd ter onderscheid van de Grote Markt bovenaan de Hezelstraat. Vanaf 1886 kwam er een papierfabriek die uiteindelijk in 1978 sloot. Op het terrein werd een korenmarkt gebouwd waarachter richting de Waal een veemarkt ontstond. De Korenmarkt sloot in 1923 en op deze plaats werden veehallen gebouwd die in 1939 geopend werden.
Bij het geallieerde bombardement op de Nijmeegse binnenstad van 22 februari 1944 werd ook dit gebied getroffen.
De verzetsstrijder Jan van Hoof werd op 19 september 1944 op de hoek van de Nieuwe Markt en de Hezelstraat door Duits vuur gedood. In september 1945 werd de gedenksteen Jan van Hoof onthuld die later meermaals verplaatst werd.
Na de oorlog ontstond in het gebied rond de Nieuwe Markt allerlei bedrijvigheid, onder meer enkele garages.
Vanaf 1970 werd aan de Nieuwe Markt en de aangrenzende Lange Hezelstraat raamprostitutie uitgebaat en in het aangrenzende Kronenburgerpark straatprostitutie (zie Prostitutie in Nijmegen). Dit gaf samen met drugshandel en drugsgebruik steeds meer overlast waarna de gemeente Nijmegen in de jaren 1980 het gebied ging herindelen. De Veehallen werden gesloopt, richting de Waal kwam woningbouw en de Nieuwe Markt werd een straat aan de oostkant van een nieuw plein. Dit werd de enige plek waar raamprostitutie nog werd toegestaan. Het gebied werd verkeersluw, wat tot protest leidde van de raamexploitanten waar auto's niet meer langs konden rijden om te kijken. De Veemarkt werd een straat aan de westzijde van het plein. Daar schuin tegenover, naast de Hezelpoort werd aan de Nieuwe Marktstraat een tippelzone ingericht.
Op 4 oktober 1988 werd het plein in aanleg tijdens een bijzondere vergadering van de Nijmeegse gemeenteraad in aanwezigheid van Joris Ivens en zijn vrouw Marceline Loridan, als onderdeel van een groter eerbetoon aan Ivens, vernoemd naar de cineast. Ivens overleed in juni 1989, nog voor het plein officieel in gebruik genomen was. Op 16 november 1990 werd op het Joris Ivensplein in aanwezigheid van Marceline Loridan het Joris Ivensmonument van Bas Maters onthuld. Het monument is een gestileerde versie van een filmcamera.
Het Joris Ivensplein was grotendeels in gebruik als parkeerterrein totdat in 2013 net voorbij de Hezelpoort een nieuw parkeerterrein (oude Stad) kwam. Parkeren kan sindsdien enkel om het plein heen. Het plein is deels verhoogd en voorzien van enkele zitjes en bomen. Ook is er een horecagelegenheid op het plein gebouwd. Tijdens de Vierdaagsefeesten is het plein een evenementenlocatie.
Het plein werd al snel als rommelig ervaren met ook overlast en er werden meerdere aanpassingen gedaan.